# Dvoprašnički ovsik
Dvoprašnički ovsik (lat. Bromus diandrus) je vrsta trave.

## Opis
Ovo je trava brom koja je porijeklom sa Sredozemlja, ali je unesena u veći dio ostatka svijeta. Najbolje uspijeva u područjima s mediteranskom klimom, poput Kalifornije i dijelova južne Australije, ali je prilično tolerantna na mnoge klime.
Dvoprašnički ovsik je zimska jednogodišnja biljka koja raste tijekom zime i proljeća, a sazrijeva ljeti. Odrasla biljka je visoka od jednog do jednog metra s dlakavim, hrapavim listovima širine oko 1 cm. Membranska ligula je istaknuta, bijele boje s bodljikavim dlačicama. Široka metlica naginje se poput zobi i nosi veliki, rašireni klasić s vrlo dugim osjem koja može biti duljine veće od 5 cm. Sjemenke lako izbijaju iz klasića. Vrlo su oštri i vrlo hrapavi zbog sitnih dlačica nalik bodljikavima koje su okrenute unatrag, omogućujući sjemenu da se uhvati i zaglavi poput udice. Zbog ove karakteristike sjeme predstavlja opasnost za životinje, kojima se sjeme lako može zaglaviti u šapi ili oku. Gibanje može uzrokovati da sjeme dublje prodre u meso. Ovo je jedna od vrsta trave poznata vlasnicima kućnih ljubimaca kao "lisičji repovi", opasnost u dvorištu za mačke i pse koji borave na otvorenom.

## Invazivne vrste
Dvoprašnički ovsik može znatno smanjiti prinose kada napadne pšenična polja. U nekim se područjima naturalizirao, a u drugima se smatra problematičnim štetnim korovom. Bromus diandrous je invazivna vrsta u kalifornijskim autohtonim staništima.
Ova bromegrass je problematičan korov u žitaricama i prirodnim pašnjacima. Životni ciklus B. diandrous pomaže joj da raste u poljima pšenice u kojima može rasti veći dio sezone neprimjećeno. Nakon što trava počne cvjetati, otvorena sjemenska glavica metlice pokazuje zarazu. Šteta na usjevu pšenice nastaje zbog jake konkurencije, što smanjuje prinos, i kontaminacije sjemena, što smanjuje kvalitetu.
Dvoprašnički ovsik je također problematičan na pašnjacima ako se naseli u velikom broju. Trava ima nisku nutritivnu vrijednost za stoku. Sjeme bromova se također može miješati s ovčjom vunom i sniziti njezinu vrijednost. Štoviše, oštre ose zrelih sjemenki mogu prodrijeti u ovčju kožu u meso uzrokujući bol i smanjujući vrijednost trupa. Ako se progutaju, snažne ose mogu ozlijediti ovčja usta, pa čak i crijeva, otuda i engleski naziv eng. rip gut – paranje crijeva.

## Slične vrste
Bromus rigidus, poznat kao kruti bromus, vrlo je sličan morfologiji dvoprašničkom ovsiku, ali se od njega razlikuje po strukturi metlice i kalusnom ožiljku kariopse. Dvije vrste također imaju neke razlike u ponašanju klijanja. Bromus sterilis, ili sterilni bromus, sličan je u većini morfoloških značajki. To je nešto manja biljka, jednogodišnja ili dvogodišnja. Bromus hordeaceus, poznat kao mekani bromus, sličan je u ranim fazama rasta s manjim lisnim ploškama. Sjemenska glavica je uspravna metlica, manja od B. diandrus s mnogo manjim sjemenkama i mnogo kraćim osima.

## Vanjske poveznice
- Jepson Manual Treatment
- USDA Plants Profile; Bromus diandrus
- Guide to "Foxtails"
- Australian Weeds
- Photo gallery